# Echinocereus fasciculatus
Echinocereus fasciculatus es una especie de planta fanerógama de la familia Cactaceae. Es endémica de Sonora en México y Arizona y Nuevo México en Estados Unidos. Es una especie común en lugares localizados.

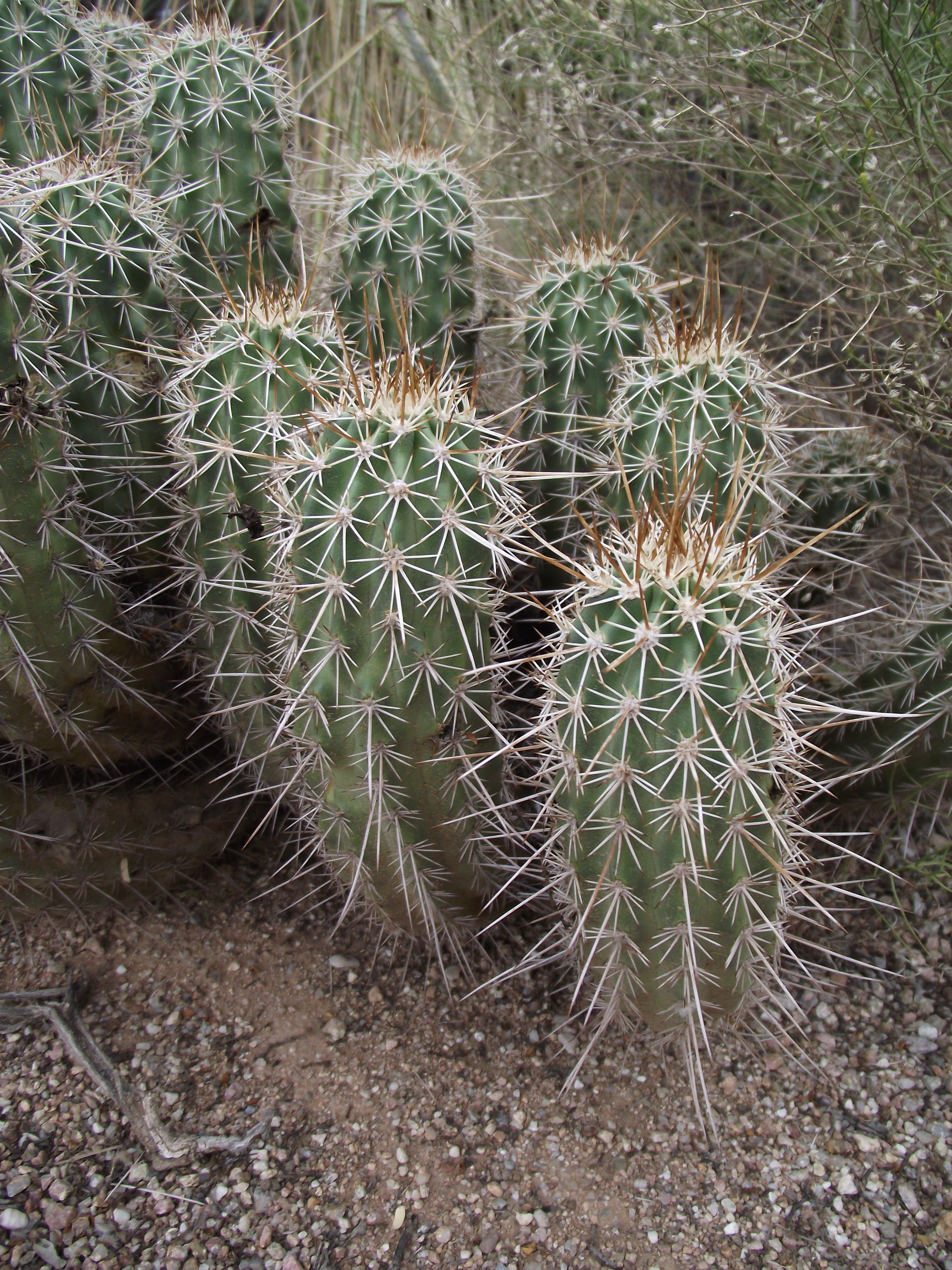
Vista de la planta

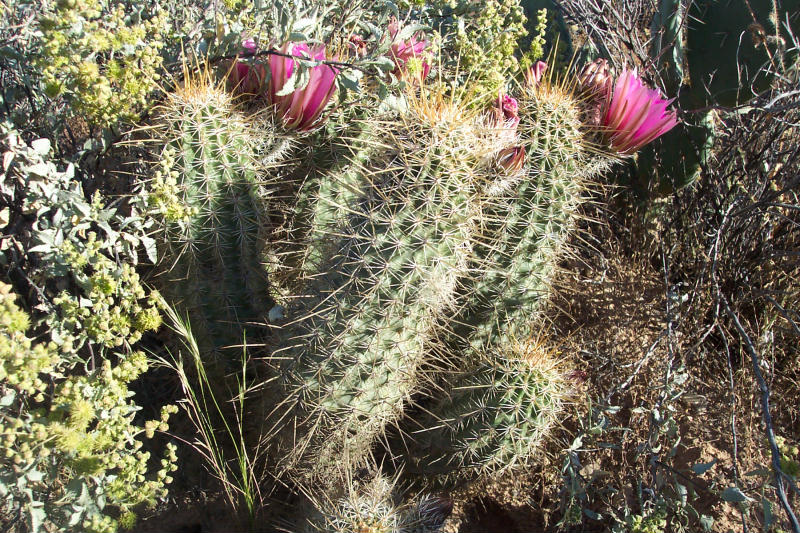
Vista de la planta

## Descripción
Echinocereus fasciculatus forma grupos de 5 a 20 unidades. Los tallos cilíndricos de color verde alargados tienen entre 16 a 45 cm de largo y  un diámetro 4-7,5 centímetros. La superficie de la unidad no está completamente cubierta por las espinas. Tiene ocho a 18 costillas que no son significativamente tubérculos. Las de dos a cuatro espinas centrales son rectas, de color claro y poseen una punta más oscura y tienen longitudes de 2,5 a 7,5 cm y una de ellas se destaca. Las 11 a 13  espinas radiales son rectas, blanquecinas o grisáceas de 1,2 a 2 cm de largo.
Las flores son anchas en forma de embudo de color púrpura magenta rojizo. Ellos aparecen en la mitad superior de los tallos y miden 5-6,2 cm de largo y alcanzan igual diámetro. El fruto es esférico, carnoso, verdes primero y de color rojo después.

## Taxonomía
Echinocereus fasciculatus fue descrita por (Engelm. ex B.D.Jacks.) L.D.Benson y publicado en The Cacti of Arizona 21. 1969.
Etimología
Echinocereus: nombre genérico que deriva del griego antiguo: ἐχῖνος (equinos), que significa "erizo", y del latín cereus que significa "vela, cirio" que se refiere a sus tallos columnares erizados.
fasciculatus: epíteto latino que significa "en fascículos, en paquetes".
Sinonimia
- Mammillaria fasciculata
- Echinocereus robustus (Peebles) Peebles
- Echinocereus abbeae.[3]